# Kowary
Kowary (udtale: [kɔˈvarɨ]; tysk: Schmiedeberg im Riesengebirge) er en by  i  den sydvestlige del af  Voivodskabet Nedre Schlesien i det sydvestlige Polen.  Byen  har 10.217(2021) indbyggere og et areal på 37,39 km².  Den er en del af   powiatet (amt) Jelenia Góra. Den ligger cirka 14 km sydøst for Jelenia Góra, og 93 km sydvest for den regionale hovedstad Wrocław. Byen er berømt for sine sanatorierer og en miniaturepark som viser arkitektoniske monumenter fra Nedre Schlesien.

## Historie
Kowarys historie går tilbage til 1148, da den semi-legendariske minearbejder Laurentius Angelus udvandt jernmalm på stedet, på vegne af den polske hertug Bolesław 4. den Krøllede, ti år senere beordrede  den polske hersker at der skulle grundlægges  en minebosættelse  i området, og  minearbejderne fra Kowary deltog i Slaget ved Liegnitz i 1241
I 1355 gav hertug Bolko 2. den Lille, barnebarnet af den polske konge Vladislav 1. af Polen, den sidste uafhængige Schlesiske Piast,  privilegier  til minedrift til de lokale minearbejdere. Som et minecenter modtog bosættelsen adskillige privilegier og var sæde for en wójt siden 1368. Den forblev en del af Polsk Hertugdømmet Świdnica og Jawor indtil 1392, bagefter var det en del af Landene under den Bøhmiske krone.
Minedrift blomstrede frem til Trediveårskrigen, hvor byen blev ødelagt i 1633. Den vigtigste eksportpartner var Polen, med rekordhandel i 1558, det var også berømt for sine våbensmede, og den polske konge Sigismund 2. Augustus beordrede 2000 pistolløb (senere tyske publikationer hævdede, at det kun var 200).
Efter krigen blev vævning af slør mere og mere vigtig for byen, hvorimod minedriften aftog. I begyndelsen af det 18. århundrede blev byen et af de største slørhandelssteder i Schlesien med handelsforbindelser til Bøhmen, Italien, Spanien, Rusland og Nordamerika.

## Galleri
- Rådhus
- Hellige Maria kirke
- Tidligere Fransiskaner kloster
- Ciszyca palads
- Bukowiec hospital
- Nedre Schlesien Monuments Miniature Park